# Okres Śrem
Okres Śrem (polsky Powiat śremski) je okres v polském Velkopolském vojvodství. Rozlohu má 574,41 km² a v roce 2019 zde žilo 61 425 obyvatel. Sídlem správy okresu je město Śrem.

## Gminy
Městsko-vesnické:
- Dolsk
- Książ Wielkopolski
- Śrem

Vesnická:
- Brodnica

## Města
- Dolsk
- Książ Wielkopolski
- Śrem

## Sousední okresy
| Růžice kompasu | Kościan, Poznaň | Poznaň     | Środa Wielkopolska | Růžice kompasu |
| Růžice kompasu | Kościan         | Sever      | Jarocin            | Růžice kompasu |
| Růžice kompasu | Kościan         | Okres Śrem | Jarocin            | Růžice kompasu |
| Růžice kompasu | Kościan         | Jih        | Jarocin            | Růžice kompasu |
| Růžice kompasu | Kościan         | Gostyń     | Jarocin            | Růžice kompasu |